# Kationische Farbstoffe
Kationische Farbstoffe sind Farbstoffe mit einer positiven Ladung im Molekül, die bevorzugt mit Polyacrylnitrilfasern (PAN) oder anionischen modifizierten Polyesterfasern brillante Färbungen ergeben. Die Farbstoffe gehen mit der Faser eine Salzbindung ein. In der Farbstoff-Nomenklatur nach dem Colour Index werden die kationischen Farbstoffe als Basic Dyes bezeichnet, wobei diese Benennung inkorrekt ist, da es sich bei den positiv geladenen Strukturen nicht um Brønsted-Säuren handelt.

## Chemische Eigenschaften
Die Farbstoffe wurden früher auch als basische Farbstoffe bezeichnet und sie werden nach dem Colour Index als C.I. Basic Dyes benannt. 
Die Ladung der kationischen Farbstoffe kann sowohl delokalisiert als auch lokalisiert sein. Bei den Molekülen mit delokalisierter Ladung handelt es sich um Methinfarbstoffe mit einer vinylogen Amidinium-Salz-Struktur:
Die beiden endständigen Stickstoff-Atome können dabei auch Teil eines Heterocyclus sein. Die Doppelbindungen können weitere Hetero-Atome enthalten oder auch Teil eines aromatischen Systems sein.
Bei den Farbstoffen mit lokalisierter Ladung kann jeder beliebige Chromophor zum Einsatz kommen – die Ladung ist vom chromophoren System durch eine nicht-konjugierte Gruppe getrennt. Ein Beispiel ist der Azofarbstoff C.I. Basic Red 18.

## Beispiele

C.I. Basic Orange 22[S 2]
C.I. Basic Violet 7[S 3]
C.I. Basic Blue 3[S 4]
C.I. Basic Blue 54[S 5]
C.I. Basic Green 4 (Malachitgrün)
C.I. Basic Violet 3 (Kristallviolett)
C.I. Basic Red 18[S 6]
C.I. Basic Blue 9 (Methylenblau)
C.I. Basic Blue 24 (Neu-Methylenblau)

## Externe Links zu erwähnten Verbindungen
1. ↑  Externe Identifikatoren von bzw. Datenbank-Links zu C.I. Basic Red 18:  CAS-Nr.: 14097-03-1, EG-Nr.: 237-946-0, ECHA-InfoCard: 100.034.482, PubChem: 26457, Wikidata: Q48969445.
2. ↑  Externe Identifikatoren von bzw. Datenbank-Links zu C.I. Basic Orange 22:  CAS-Nr.: 4657-00-5, PubChem: 135747272, Wikidata: Q82862844.
3. ↑  Externe Identifikatoren von bzw. Datenbank-Links zu C.I. Basic Violet 7:  CAS-Nr.: 6441-82-3, PubChem: 94323, Wikidata: Q82863007.
4. ↑  Externe Identifikatoren von bzw. Datenbank-Links zu C.I. Basic Blue 3:  CAS-Nr.: 73570-52-2, EG-Nr.: 277-539-5, ECHA-InfoCard: 100.070.469, PubChem: 166432, Wikidata: Q72444817.
5. ↑  Externe Identifikatoren von bzw. Datenbank-Links zu C.I. Basic Blue 54:  CAS-Nr.: 15000-59-6, PubChem: 161106, Wikidata: Q81981416.
6. ↑  Externe Identifikatoren von bzw. Datenbank-Links zu C.I. Basic Red 18:  CAS-Nr.: 25198-22-5, PubChem: 91331, Wikidata: Q82863905.